# Corrado I di Zähringen
Corrado I di Zähringen (1090 – Costanza, 8 gennaio 1152) fu duca di Zähringen e rector Burgundiae dal 1127. Figlio di Bertoldo II di Zähringen e di Agnese di Rheinfelden, fondò Friburgo in Brisgovia (1120) assieme al fratello  Bertoldo III.

## Biografia
Nel 1122 Corrado divenne duca di Zähringen, succedendo al fratello Bertoldo III. Per la maggior parte della sua vita si oppose all'espansione della dinastia degli Hohenstaufen, e, a questo scopo, si alleò per qualche tempo con i Welfen.
Per via del suo appoggio all'imperatore  Lotario II, nel 1127 ricevette da questi, dopo la morte del nipote Guglielmo III di Borgogna, il titolo di rector Burgundiae, con lo scopo di salvaguardare gli interessi del regno di Germania nelle contee del regno di Arles, arrestandone soprattutto il graduale processo di distacco della contea di Borgogna dall'impero. La contea di Borgogna però passò al cugino di Guglielmo III, Rinaldo III di Borgogna, figlio di Stefano I di Borgogna, che rimase anche conte di Mâcon assieme al fratello, Guglielmo. Partecipò nel 1147, insieme a Enrico il Leone ed Alberto I di Brandeburgo alla crociata contro i Venedi.

## Matrimonio ed eredi
Corrado sposò Clementia di Lussemburgo-Namur, figlia di Goffredo I di Namur, dalla quale ebbe:
- Corrado (?-4 gennaio 1140);
- Adalberto (?-prima del 1195), fondatore della linea dei duchi di Teck;
- Bertoldo IV (?-1186), duca di Zähringen;
- Clemenzia di Zähringen, moglie di Enrico il Leone;
- Rodolfo di Zähringen, arcivescovo di Magonza;
- Ugo (?-5 febbraio 1152), duca di Ulmbourg.

## Ascendenza
|                          |                     |                  | Genitori             |  |  | Nonni |  |  | Bisnonni                  |  |  | Trisnonni |  |
|                          |                     |                  |                      |  |  |       |  |  | Bezelino di Villingen (?) |  |  | …         |  |
|                          |                     |                  |                      |  |  |       |  |  | Bezelino di Villingen (?) |  |  | …         |  |
|                          |                     | …                |                      |  |  |       |  |  | Bezelino di Villingen (?) |  |  |           |  |
| Bertoldo I di Zähringen  |                     |                  |                      |  |  |       |  |  | Bezelino di Villingen (?) |  |  |           |  |
|                          |                     | …                | …                    |  |  |       |  |  |                           |  |  |           |  |
|                          |                     | …                | …                    |  |  |       |  |  |                           |  |  |           |  |
|                          |                     | …                | …                    |  |  |       |  |  |                           |  |  |           |  |
| Bertoldo II di Zähringen |                     | …                |                      |  |  |       |  |  |                           |  |  |           |  |
|                          |                     | …                | …                    |  |  |       |  |  |                           |  |  |           |  |
|                          |                     | …                | …                    |  |  |       |  |  |                           |  |  |           |  |
|                          |                     | …                | …                    |  |  |       |  |  |                           |  |  |           |  |
| Richwara di Carinzia     |                     | …                |                      |  |  |       |  |  |                           |  |  |           |  |
|                          |                     | …                | …                    |  |  |       |  |  |                           |  |  |           |  |
|                          |                     | …                | …                    |  |  |       |  |  |                           |  |  |           |  |
|                          |                     | …                | …                    |  |  |       |  |  |                           |  |  |           |  |
| Corrado I di Zähringen   |                     | …                |                      |  |  |       |  |  |                           |  |  |           |  |
|                          | Kuno di Rheinfelden | …                |                      |  |  |       |  |  |                           |  |  |           |  |
|                          | Kuno di Rheinfelden | …                |                      |  |  |       |  |  |                           |  |  |           |  |
|                          | Kuno di Rheinfelden | …                |                      |  |  |       |  |  |                           |  |  |           |  |
| Rodolfo di Svevia        | Kuno di Rheinfelden |                  |                      |  |  |       |  |  |                           |  |  |           |  |
|                          |                     | …                | …                    |  |  |       |  |  |                           |  |  |           |  |
|                          |                     | …                | …                    |  |  |       |  |  |                           |  |  |           |  |
|                          |                     | …                | …                    |  |  |       |  |  |                           |  |  |           |  |
| Agnese di Rheinfelden    |                     | …                |                      |  |  |       |  |  |                           |  |  |           |  |
|                          |                     | Oddone di Savoia | Umberto I Biancamano |  |  |       |  |  |                           |  |  |           |  |
|                          |                     | Oddone di Savoia | Umberto I Biancamano |  |  |       |  |  |                           |  |  |           |  |
|                          |                     | Oddone di Savoia | Ancilia d'Aosta      |  |  |       |  |  |                           |  |  |           |  |
| Adelaide di Savoia       |                     | Oddone di Savoia |                      |  |  |       |  |  |                           |  |  |           |  |
|                          |                     | Adelaide di Susa | Olderico Manfredi II |  |  |       |  |  |                           |  |  |           |  |
|                          |                     | Adelaide di Susa | Olderico Manfredi II |  |  |       |  |  |                           |  |  |           |  |
|                          |                     | Adelaide di Susa | Berta di Milano      |  |  |       |  |  |                           |  |  |           |  |
|                          |                     | Adelaide di Susa |                      |  |  |       |  |  |                           |  |  |           |  |